# 田中幸雄 (内野手)
田中 幸雄（たなか ゆきお、1967年12月14日 - ）は、宮崎県都城市出身の元プロ野球選手（内野手・外野手、右投右打）・二軍監督・コーチ、野球解説者。2015年から3年間、北海道日本ハムファイターズの二軍監督を務めた。
現役生活の22年間を日本ハム一筋で過ごし、ミスター・ファイターズ（ミスター日ハム）と呼ばれ、引退する2007年には通算2000安打を達成し名球会入りを果たしている。

## 経歴

### プロ入り前
父が旭化成に勤務しており、幼少期は延岡市に住んでいた。小学校3年生の時に都城市に引越し、梅北小学校5年生の時に軟式野球チームに入った。中郷中学の野球部では8番打者で、目立った成績を残すことはなかったが、応援団でもいいから野球部のメンバーとして甲子園に行きたいと考え、一般入試を経て都城高等学校に進学した。同期の新入部員は60名以上いたが、右打ちの技術と強肩を評価され、1年秋から2番・遊撃手のレギュラーに定着した。1学年上にはエースの田口竜二がおり、2年生になった1984年は第56回選抜大会に出場し、準決勝でKKコンビを擁するPL学園に延長戦の末に敗れている。同年夏も第66回選手権大会に出場して3回戦で再びPL学園と対戦したが、1対9で敗れた。
2年秋になると主将に就任し、さらに新監督のアドバイスを受けて打法を変えたところ、急激に長打力がつき半年足らずの間に35本塁打を記録している。3年夏は宮崎大会3回戦で敗れて甲子園出場はならなかったものの、ずば抜けた強肩と荒削りながらパワーのある打撃で、高信二とともに九州で一、二を争う遊撃手という評価を得ていた。南海、広島、西武、巨人、日本ハムなどのスカウトが田中に注目して学校を訪れていたという。球団常務の大沢啓二が視察した際に好プレーを見せたこともあって、同年のドラフト3位で日本ハムファイターズに指名され入団。契約金と年俸はそれぞれ3000万円、280万円（いずれも推定）で、契約金の一部は地元の図書館に寄付している。なお、西武の管理部長だった根本陸夫は「秘密兵器」と考えていた田中を指名できなかったことを悔やんでいたという。

### 現役時代
1年目の1986年はキャンプから二軍にいたが、6月10日に一軍に登録されてその日の対南海戦でスタメン出場を果たす。この試合では2打席目で高校の先輩にあたる井上祐二からプロ初安打となる本塁打を打っている。翌日から17打席無安打で登録を抹消されるなど一軍には定着できなかったものの、同年はイースタン・リーグで打率.299、9本塁打、29打点の成績を残し、ベストナインに選ばれた。
2年目の1987年はチームの若返りを目指す監督の高田繁の方針もあり、前年までのレギュラーだった高代慎也や同期入団でドラフト1位の広瀬哲朗に代わり、遊撃手として起用された。パンチ力ある打撃を評価された一方で守備面に課題があり、4月28日の対ロッテ戦では1試合3失策を記録して7点差を逆転される原因を作っている。開幕戦で一塁に向けて悪送球したことが原因でイップスに陥っていたといい、同年はリーグ1位の25失策を記録している。しかしプロのレベルに付いて行くのに必死で落ち込む余裕すらなく、同年コーチに就任して合宿所に寝泊まりしていた猿渡寛茂とともに夜遅くまで練習に取り組んでいたという。
1988年は、移籍してきた大島康徳から野球に対する姿勢やバッティングについて大きな影響を受けた。キャンプ中盤で右太もも痛でリタイアして小川浩一にレギュラーの座を脅かされかけたが、オープン戦中盤には復帰し、5月中旬にはクリーンナップで起用されるようになった。同年のオールスターゲームにはファン投票1位で選出され、第3戦では7番・遊撃手としてスタメンで起用されている。同年は打率.277、16本塁打の成績で初のベストナインとゴールデングラブ賞を獲得した。なお、この受賞については「この年も失策は17個で、石毛宏典が三塁手にコンバートされるなど、たまたま他球団のスタメンが固まっていなかっただけ」と田中自身は後に語っている。
1989年は監督の近藤貞雄から固い守備と打率.270-.280、20-30本塁打を期待されたものの、打撃面の成績は前年を下回った。
1990年は春先に腰痛でスタメンを外れたが、上体の力みをなくすスイングを心がけて8月には打率が3割を超えて首位打者も期待された。6月19日の西武戦で潮崎哲也からサヨナラ適時打を放った。8月7日の対オリックス戦では第1打席で二塁打を打って打者一巡の口火を切り、2打席目で1番打者として初回に満塁本塁打を打つという珍しい記録を達成している。オフには前年入籍した夫人と結婚式を挙げている。
1991年から背番号は6となり、これが引退まで続いた。4年連続の全試合出場と3回目のゴールデングラブ賞獲得を果たし、オフには500万円増の年俸4500万円（推定）となっている。1992年はキャンプ中に右肩を故障し、オープン戦には終盤になって出場した。同年は開幕戦に代走として出場したのみで、右肩が回復せず7月2日付に支配下選手登録を外れて故障選手となっている。
1993年は肘や肩への負担を軽減するため、新監督の大沢啓二の下で左翼手に転向された（その間遊撃手には広瀬が入り田中は外野から広瀬の守備を見て技術を学んだ）。「お前と心中だ。」という大沢の信頼に応え、リーグ最多の32二塁打を記録した。同年はパ・リーグ特別表彰（努力賞）を受賞し、年俸は5800万円（推定）となっている。翌1994年は右翼手として起用され、4月20日の西武戦では渡辺久信からサヨナラ適時打、8月10日のオリックス戦では佐藤義則からサヨナラ本塁打を放ち、3年ぶりにオールスターゲームに出場し、第2戦では3番・右翼手としてスタメンで起用されている同年はいずれもキャリアハイの27本塁打、87打点を記録し、3200万円増の年俸9000万円（推定）で契約を更改した。この年は度々中堅手として起用されることもあった。

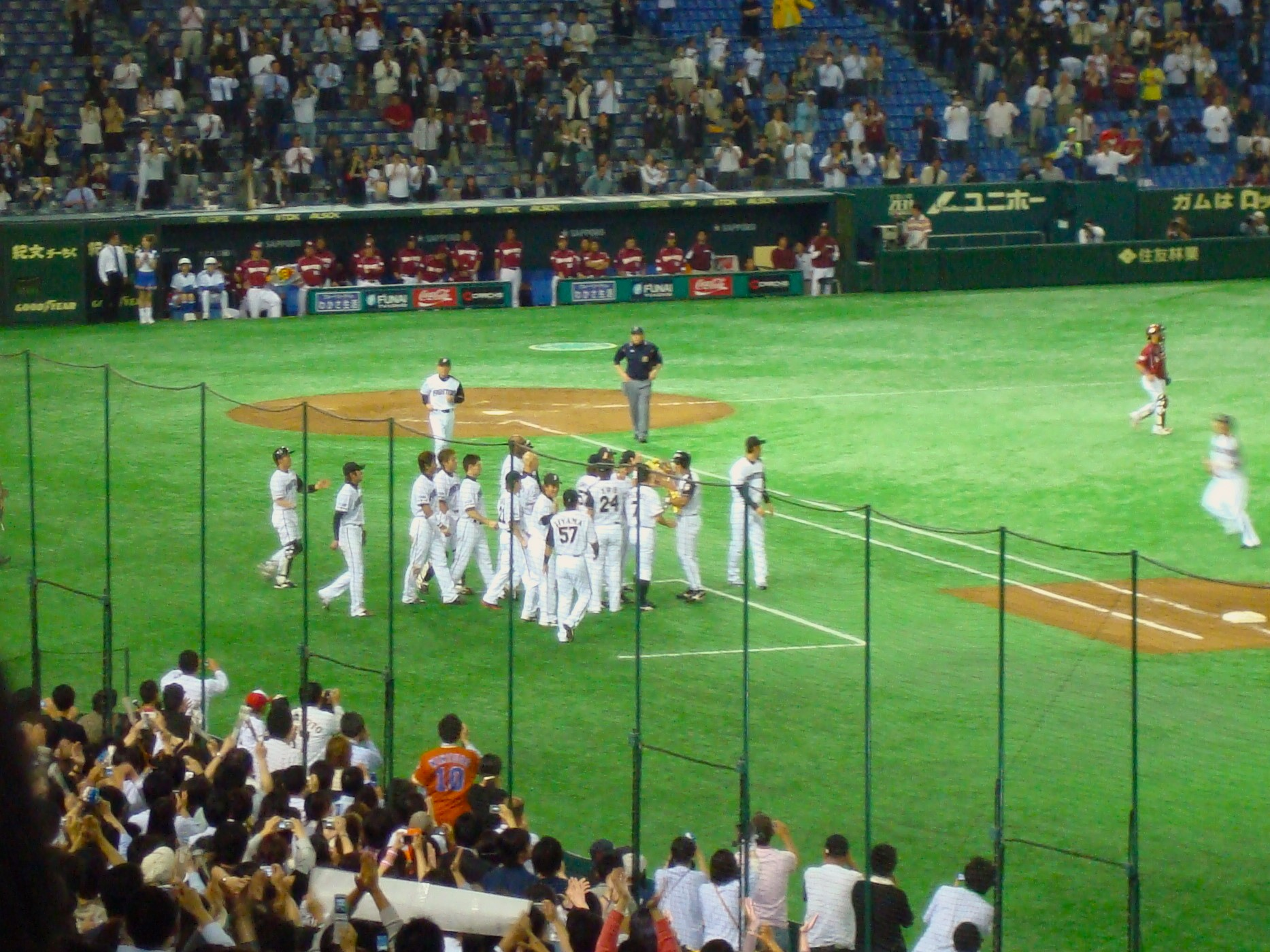
2007年5月17日、東京ドームでの楽天戦にて2000本安打達成

1995年に上田利治が監督に就任すると遊撃手に再びコンバートされ、初めて4番打者を任されるようになった。4月27日の近鉄戦では山崎慎太郎からサヨナラ本塁打を放った。5月には打率.371、5本塁打、18打点の成績で月間MVPを受賞している。シーズン最終戦となった10月4日の対西武戦で1打点を挙げてイチローと初芝清に並び、シーズン80打点で最多打点のタイトルを獲得した。また、6月7日から9月21日にかけてパ・リーグ新記録となる339守備機会連続無失策を達成し、守備率もリーグ記録に迫る.990となっている。また、打率.291は自己最高であった。同年は5年ぶりにベストナインとゴールデングラブ賞に選ばれ、チームの野手最高額となる4000万円増の年俸1億3000万円（推定）で契約を更改している。
1996年は7月に打率.351、7本塁打、22打点で2度目の月間MVPを受賞した。年間では22本塁打、82打点の成績を残した。全イニング出場などが評価され、オフの契約更改では2000万円増の年俸1億5000万円（推定）となっている。また、3度目の日米野球に出場している。一方で、シーズン途中から右肘に経験したことのない激痛が走るようになりオフに手術を受けたが、痛みが完治することはなかった。
1997年、この年巨人から落合博満が加入し田中の打順は主に1番や5番を担当(落合が怪我で離脱後は再び4番に座った)。7月6日の西武戦では石井貴からサヨナラ本塁打を放った。8月12日の対ロッテ戦で5番に入り、2回に園川一美から本塁打を放ち、NPB史上3人目となる全打順本塁打を達成。9月19日に右肘の検査を受け、シーズン終了後の10月6日に遊離軟骨の除去手術を受けている。多くの球団が獲得を検討していたが、同年取得したFA権をオフに行使し、再契約金7500万円と年俸1億5000万円（いずれも推定）でチーム史上最長となる3年契約を結んで残留している。もっとも本人は「出て行くつもりは無かった。ファイターズで終わるつもりだった」ということを後日話している。
1998年はキャンプ序盤の2月5日にベースランニング中に足を滑らせ、左膝内側靭帯損傷で全治6週間の怪我を負い、オープン戦も2、3試合しか出場できなかったが、シーズンに入ると5月に打率.349、9本塁打、17打点で3度目の月間MVPを受賞している。6月21日の対ロッテ戦では1点を追う9回一死二塁の打席で黒木知宏から逆転サヨナラ2点本塁打、6月23日の対ダイエー戦では6-6の同点の9回一死満塁の打席で岡本克道からサヨナラ安打を放ち、2試合連続のサヨナラ打を記録した。6月下旬に右肘痛で6試合欠場し遊撃手には西武から移籍してきた奈良原浩が着いた、復帰後はプロ初となる一塁手を務めるようになった。ビッグバン打線の一番打者として前半戦はリーグトップのペースで本塁打を量産していたが、一方で7月に右肘の変形性関節症と疲労性関節炎が判明し、8月1日の対ロッテ戦ではファウルフライを捕球した際に転倒して右肩鎖関節を打撲するなど故障が続いた。
1999年に一塁手を小笠原道大に譲り、再び遊撃手に復帰。5月20日の対ダイエー戦で右かかと、5月29日の対オリックス戦で左足首を痛めて打撃フォームを崩し、打率は一時.235まで低下した。その後は7月2日から7月8日にかけて4試合連続本塁打を記録するなど復調し、8日のものはパ・リーグ通算35000号本塁打となっている。一方で前年で引退した広瀬の後を継ぐチームリーダーがいないことについて悩み、オフに片岡篤史と話し合った末に、片岡を新しいリーダーとして自身はサポートに回ることを決めた。
2000年は新人の田中賢介がオープン戦で遊撃手のスタメンとして起用されていたが、開幕後は幸雄が前年同様にレギュラーとなっている。シーズン前にシドニーオリンピック野球日本代表に選出されたが、左手過労性骨傷害で5月末から1か月以上登録を抹消されていた。オリンピックの舞台は、甲子園やプロ1、2年目と比べ物にならないほど緊張したという。チーム最年長選手であり、遊撃手や左翼手、指名打者として起用された。オリンピックでは2本塁打を含む31打数10安打、打率.323を記録し、3位決定戦でのチーム唯一の打点を含む7打点を挙げた。
2001年は開幕直後からシャーマン・オバンドーや片岡、ナイジェル・ウィルソンらが相次いで故障で戦列を離れ、代わって四番を務めたものの4月下旬には打率が2割を切っている。オフにはFA権を行使せず3年契約を結んでいる。この年も遊撃手だけでなく、左翼手や指名打者として起用されることも多かった。
2002年は片岡が阪神タイガースへFA移籍したことに伴って三塁手にコンバートされ、再び4番打者を務めた。コーチの高代延博らは年齢や守備範囲も考慮し、打撃にも好影響を与えることを期待していたという。7月27日から7月31日にかけては5試合連続二塁打を記録。守備に関しては三塁の守備に中々慣れず、シーズン途中からは2年目の木元邦之やこの年ダイエーから加入した林孝哉が三塁の先発出場する等、自身は度々右翼手として起用され、9月以降は左翼手として起用された。オフには500万円減の年俸1億3500万円（推定）で契約を更改している。同年でシーズン100試合出場は最後となった。
2003年以降は指名打者あるいは一塁手としての出場が大幅に増えた。同年は故障で2度登録抹消され、連続2桁本塁打は10年で止まった。契約更改では2500万円減の年俸1億1000万円（推定）となっている。
2004年に球団が北海道に移転し、この頃から毎年のように2000安打達成を期待されていた。シーズン序盤は13試合で12安打を打つ好調な出だしだったが、4月17日の対ロッテ戦で一塁守備の際に打球が右手人差し指に当たって亀裂骨折し、約2か月半にわたり欠場して復帰は6月26日となった。9月20日の対ダイエー戦では、9回裏の同点二死満塁の場面でSHINJOの打球が左翼席へ入った際、一塁走者の田中はサヨナラ勝ちの歓喜のあまり二塁の手前で新庄と抱き合って一回転した。このため、前位の走者を追い越した新庄はアウトを宣告され本塁打は取り消された。記録が一塁まで到達しているため単打となった新庄へ謝罪したところ、「いいんです!何言ってんですか、勝ったんだから!」と笑顔で返されたという。
2005年は8月27日の対ソフトバンク戦でサヨナラ安打を打ち、これが通算1000打点となる。視力の衰えを感じていたことから、オフにはレーシック手術を受けている。
2006年は主将に就任し、監督のトレイ・ヒルマンの起用法に不満を感じたチームメイトを激励するなど、精神面でもチームを支えた。9月以降は6打数無安打と苦しんだが、プロ生活21年目にして初めてリーグ優勝と日本シリーズ優勝を経験し、胴上げされた。自身は日本シリーズでは第1戦に代打として出場して凡退し、以降は出場機会がなかった。またアジアシリーズでは、7番・指名打者で先発出場した対La Newベアーズ戦はノーヒットだったものの、対チャイナスターズで代打として安打を打ち、チームもアジア制覇している。
2007年は小笠原道大が読売ジャイアンツへFA移籍したこともあり、一塁手で先発出場する機会が増えた。4月28日の対楽天戦で2年ぶりの本塁打（6年ぶりの満塁本塁打）を放ち、5月5日の札幌ドームでの対オリックス戦で球場別本塁打を33とし、これで通算安打数は1997となった。ここから本拠地での4試合でノーヒットと苦しんだが、5月17日に行われた東京ドーム（ホームゲーム）の対楽天戦にて4回に山村宏樹から右前打を放ち、史上35人目の通算2000安打を達成し、この試合では2年ぶりの猛打賞も達成している。日本ハム生え抜きとしての2000安打達成は、1972年の張本勲以来35年ぶりであった。9月7日に戦力外通告とコーチ就任を打診され、肘などの故障を治療して休養したいとしてコーチを断っている。シーズン最終戦となる9月19日の東京ドームにおける対楽天戦で代打として適時打を打ち、試合後に同年限りでの現役引退を正式に発表。スタンドから「幸雄」コールが湧き起こったという。11月25日に札幌ドームで開催されたファンフェスティバルにおいて、引退セレモニーが行われた。11月26日付で任意引退選手として公示された。パ・リーグから特別表彰（功労賞）を授与された。現役時代に長く着けていた背番号6は、その功績を称えて球団の永久欠番にすることも検討されたが、本人の快諾を得た上で、その年の秋に入団した中田翔に継承された。

### 引退後
2008年5月14日のSTVアタックナイター、2009年4月3日の札幌ドーム開幕戦のHBCファイターズナイターにはゲスト解説として出演した。
2009年10月13日に日本ハムの二軍打撃コーチに就任し、同月のフェニックスリーグから指導を開始した。2011年から2012年まで一軍打撃コーチを務め、2013年から再び二軍打撃コーチを務める。
2014年10月28日に二軍監督に就任することが発表された。
2015年4月28日に、「侍ジャパン大学日本代表 対 NPB選抜」のNPB選抜コーチを務めることが発表された。
2017年シーズン終了後、体調不良を理由に二軍監督を退任した。2018年から主に野球解説者として活動。
2023年4月、北海道ベースボールリーグの富良野ブルーリッジで臨時コーチに就任したことが発表された。

## プレースタイル
パワフルな打撃と強肩が持ち味で、NPBを代表する攻撃的な遊撃手といわれた。一方で、打撃が不振だと守備にも悪影響が出やすかったという。

### 打撃
1988年に大島康徳のフォームを参考に、構えた時の手の位置を後ろにしてバックスイングを小さくし、足を上げてステップを踏みタイミングを取るようになり、打撃が開花した。1995年頃からは左足を小さく引いてタイミングを取る振り子打法を取り入れている。右肘遊離軟骨の痛みに悩まされてからは負担を軽減するために左腕主体のフォームを作り上げたが、腕を伸ばした際に左肘が回転するため右腕の腕力でカバーしていたという。内角への球を好んで打ちに行き、落合博満からは「インサイドの球に突っかからなければもっと早く2000本安打を達成できたはず。ただ、そういうこだわりが長い現役生活に繋がったのだろう。」と評されている。
全打順本塁打を記録するなど様々な打順を任されたが、選球眼が良くないことと足の遅さを理由に1番打者だけは苦手だと述べている。なお東京ドームを本拠地にしていた時代は、夏場の長期ロードの頃に下半身に疲労がたまって打撃成績が低下する傾向があり、これを課題としていた。

### 守備・用具など
三遊間の深い位置でも追いつける守備範囲と、ノーバウンドで一塁に届く送球を身上としていた。遊撃手のレギュラーに定着した頃はリーグ最多の失策数を記録したが、1995年に339守備機会連続無失策のパ・リーグ記録を樹立するなど名手と呼ばれるようになり、5回のゴールデングラブ賞を受賞している。しかし土に比べて固い人工芝の東京ドームでプレーしていたため体への負担が大きく、30歳を過ぎた頃から自分の送球に衰えを感じるようになったという。1998年頃には左膝およびその靭帯、左足首に故障を抱えるようになっており、翌年には両足を痛めてプレーだけでなく走塁にも支障をきたしている。
バットについてはこだわりが薄く、入団時に二村忠美からもらったバットの形を基本的に継続していた。長さ34インチ（86cm）、重さ920-930グラムで、反発力がある打感を好んでホワイト・アッシュ製のものを使用していた。ただし折れやすいため、練習には同じ形状のアオダモのものを使っていたという。

## 人物
父と母の身長はそれぞれ156cm、148cmと小柄だったものの自身は184cmの大柄な体格に育ったことについて、明治生まれで170cmあった祖父に似たのではないかと語っている。生後まもなく亡くなった兄と小学校入学前に亡くなった弟がおり、彼らが力を貸してくれるように感じていたという。このためもあって、インタビューなどでは「自分は運が良かっただけですよ。」と語ることが多かった。また「人との出会いに支えられた」とも良く語り、取材などに対しては真摯な姿勢で接し、若い時から謙虚な人柄で知られていた。
妻とは武田一浩の紹介で1988年に知り合い、翌年に婚約、1990年に結婚した。同時に妻の双子の姉と結婚した松浦宏明とは義兄弟になり、住居も隣同士だった。実家が養豚業を営んでいたこともあって日本ハムオーナーの大社義規は家族のことも知っており、祖父らを気にかけてくれたことに感謝の旨を述べていた。存命中に優勝できなかったことが心残りだったという。
五輪出場や2000安打を記念し、2000年にウエルネス都城市民栄誉賞、2007年に札幌市長特別表彰、2008年に宮崎県民栄誉賞を受賞している。

## エピソード

### 選手名の表記および愛称
入団1年目から4年目にかけて同姓同名の投手・田中幸雄が日本ハムに在籍していたため、球場のスコアボードや新聞紙上では投手の田中幸雄を田中幸、内野手の田中幸雄を田中雄と表記した。場内アナウンスでは背番号によって区別していた。
入団初年度である1986年の週刊ベースボールの選手名鑑では、「同姓同名の先輩に追いつけるよう努力します」とコメントしている。
1989年オフに投手の田中幸雄が中日ドラゴンズに移籍したことで1990年からは「田中」表記となったが、1992年には、大内実が田中姓に変更したのに伴い「田中幸」と表記されることとなった。その田中実が退団した1994年以降は再び「田中」になり、2000年に田中賢介が入団したことで引退までは「田中幸」表記になった。 なお、現役時代同時に日本ハムに所属したことのある田中姓の選手は、投手の田中幸雄のほかに田中富生、田中学、田中実、田中賢介、田中聡の5名。
身長は184cmで決して小柄ではないが、投手の田中幸雄が190cmあり年上だったため、チームメイトらは投手の田中幸雄を「オオユキ」と呼び、内野手の田中幸雄を「コユキ」と呼ぶようになった。年上の人間から呼ばれるのは気にならなかったが、年下のファンからもコユキと呼ばれることには抵抗を感じたという。20代半ば頃からはファンから「ユキオさん」と呼ばれるようになっていった。ファイターズと田中のファンでもある声優の富沢美智恵からも対談の中で富沢から「ユキオさん」と呼ばれている。

### 2000安打に関する記録
通算2000安打を達成した時点でシーズン打率3割以上を一度も記録したことがなく、これは柴田勲・衣笠祥雄に続いて3人目である（衣笠は達成翌年の1984年に打率3割を記録した）。達成までに要した打席数8413は当時史上最多、試合数2205は大島康徳の2290に次ぐ当時史上2番目に遅いペース。39歳5か月での達成は当時史上6番目の高齢である（2013年、42歳の谷繁元信が9693打席目および2803試合目での2000安打を達成し、最年長記録および試合数と打席数等の最遅記録を更新）。また、通算2000安打達成者の中で、シーズン150安打を達成していないのは史上6人目。なお、日本ハムの生え抜き選手としては初の達成になった。

### 二の腕の太さ
球界屈指の鍛え上げられた二の腕の太さで知られており、自他共に冗談で「前脚」と呼ぶほどである。右腕の腕周りは伸ばした状態で36cmもあった。日本ハム二軍監督を務めた2016年には、本拠地鎌ヶ谷でのイースタン・リーグ戦で、田中幸雄の腕の写真をほぼ原寸大で印刷した「田中幸雄ファーム監督スゴ腕TICKET」が発売されている。

## 詳細情報

### 年度別打撃成績
| 年 度      | 球 団      | 試 合 | 打 席 | 打 数 | 得 点 | 安 打 | 二 塁 打 | 三 塁 打 | 本 塁 打 | 塁 打 | 打 点 | 盗 塁 | 盗 塁 死 | 犠 打 | 犠 飛 | 四 球 | 敬 遠 | 死 球 | 三 振 | 併 殺 打 | 打 率 | 出 塁 率 | 長 打 率 | O P S |
| ---------- | ---------- | ----- | ----- | ----- | ----- | ----- | -------- | -------- | -------- | ----- | ----- | ----- | -------- | ----- | ----- | ----- | ----- | ----- | ----- | -------- | ----- | -------- | -------- | ----- |
| 1986       | 日本ハム   | 14    | 29    | 27    | 3     | 4     | 1        | 0        | 1        | 8     | 4     | 0     | 0        | 0     | 1     | 0     | 0     | 1     | 4     | 1        | .148  | .172     | .296     | .469  |
| 1987       | 日本ハム   | 112   | 351   | 325   | 36    | 66    | 11       | 0        | 9        | 104   | 33    | 1     | 5        | 3     | 2     | 19    | 2     | 2     | 80    | 10       | .203  | .250     | .320     | .570  |
| 1988       | 日本ハム   | 130   | 543   | 509   | 68    | 141   | 21       | 2        | 16       | 214   | 57    | 1     | 2        | 3     | 7     | 21    | 2     | 3     | 60    | 13       | .277  | .306     | .420     | .726  |
| 1989       | 日本ハム   | 130   | 465   | 429   | 41    | 106   | 16       | 3        | 7        | 149   | 43    | 7     | 8        | 8     | 4     | 21    | 2     | 3     | 50    | 5        | .247  | .284     | .347     | .632  |
| 1990       | 日本ハム   | 130   | 495   | 450   | 63    | 129   | 30       | 2        | 18       | 217   | 52    | 4     | 6        | 5     | 2     | 38    | 2     | 0     | 61    | 7        | .287  | .341     | .482     | .823  |
| 1991       | 日本ハム   | 130   | 494   | 453   | 46    | 109   | 15       | 6        | 13       | 175   | 62    | 3     | 1        | 7     | 3     | 30    | 1     | 1     | 44    | 12       | .241  | .287     | .386     | .674  |
| 1992       | 日本ハム   | 1     | 0     | 0     | 0     | 0     | 0        | 0        | 0        | 0     | 0     | 1     | 0        | 0     | 0     | 0     | 0     | 0     | 0     | 0        | ----  | ----     | ----     | ----  |
| 1993       | 日本ハム   | 128   | 509   | 474   | 63    | 120   | 32       | 1        | 12       | 190   | 63    | 5     | 7        | 2     | 4     | 27    | 2     | 2     | 72    | 17       | .253  | .294     | .401     | .695  |
| 1994       | 日本ハム   | 130   | 566   | 518   | 76    | 148   | 29       | 2        | 27       | 262   | 87    | 2     | 1        | 1     | 4     | 40    | 0     | 3     | 88    | 13       | .286  | .338     | .506     | .844  |
| 1995       | 日本ハム   | 130   | 555   | 488   | 76    | 142   | 28       | 1        | 25       | 247   | 80    | 1     | 4        | 0     | 5     | 58    | 7     | 4     | 77    | 10       | .291  | .368     | .506     | .874  |
| 1996       | 日本ハム   | 130   | 575   | 513   | 73    | 142   | 29       | 3        | 22       | 243   | 82    | 3     | 2        | 0     | 6     | 52    | 2     | 4     | 90    | 12       | .277  | .344     | .474     | .818  |
| 1997       | 日本ハム   | 133   | 599   | 539   | 72    | 137   | 29       | 3        | 19       | 229   | 63    | 1     | 1        | 0     | 5     | 51    | 1     | 4     | 96    | 17       | .254  | .321     | .425     | .745  |
| 1998       | 日本ハム   | 107   | 482   | 420   | 62    | 115   | 28       | 0        | 24       | 215   | 63    | 2     | 0        | 0     | 3     | 53    | 6     | 6     | 102   | 8        | .274  | .361     | .512     | .873  |
| 1999       | 日本ハム   | 131   | 556   | 508   | 73    | 137   | 23       | 2        | 23       | 233   | 74    | 2     | 1        | 0     | 3     | 39    | 0     | 6     | 132   | 14       | .270  | .327     | .459     | .786  |
| 2000       | 日本ハム   | 97    | 373   | 328   | 45    | 84    | 16       | 1        | 15       | 147   | 46    | 1     | 1        | 5     | 2     | 30    | 0     | 8     | 85    | 4        | .256  | .332     | .448     | .780  |
| 2001       | 日本ハム   | 139   | 556   | 491   | 46    | 125   | 22       | 0        | 20       | 207   | 77    | 2     | 2        | 4     | 2     | 57    | 3     | 2     | 109   | 12       | .255  | .333     | .422     | .755  |
| 2002       | 日本ハム   | 132   | 514   | 467   | 57    | 130   | 31       | 4        | 17       | 220   | 53    | 0     | 2        | 5     | 2     | 37    | 3     | 3     | 102   | 13       | .278  | .334     | .471     | .805  |
| 2003       | 日本ハム   | 78    | 264   | 240   | 31    | 66    | 11       | 1        | 9        | 106   | 32    | 3     | 0        | 1     | 0     | 20    | 0     | 3     | 50    | 8        | .275  | .338     | .442     | .780  |
| 2004       | 日本ハム   | 35    | 91    | 79    | 7     | 20    | 5        | 0        | 0        | 25    | 10    | 0     | 0        | 0     | 0     | 12    | 1     | 0     | 22    | 3        | .253  | .352     | .316     | .668  |
| 2005       | 日本ハム   | 98    | 211   | 194   | 17    | 46    | 11       | 2        | 5        | 76    | 22    | 0     | 0        | 1     | 3     | 13    | 0     | 0     | 46    | 5        | .237  | .281     | .392     | .673  |
| 2006       | 日本ハム   | 58    | 96    | 86    | 3     | 15    | 2        | 0        | 0        | 17    | 4     | 1     | 0        | 1     | 1     | 8     | 1     | 0     | 18    | 3        | .174  | .242     | .198     | .440  |
| 2007       | 日本ハム   | 65    | 141   | 135   | 16    | 30    | 4        | 0        | 5        | 49    | 19    | 0     | 0        | 1     | 0     | 5     | 0     | 0     | 28    | 4        | .222  | .250     | .363     | .613  |
| 通算：22年 | 通算：22年 | 2238  | 8465  | 7673  | 974   | 2012  | 394      | 33       | 287      | 3333  | 1026  | 40    | 43       | 47    | 59    | 631   | 35    | 55    | 1416  | 191      | .262  | .321     | .434     | .755  |

- 各年度の太字はリーグ最高

### タイトル
- 打点王：1回（1995年）

### 表彰
- ベストナイン：4回（遊撃手部門：1988年、1990年、1995年 - 1996年）
- ゴールデングラブ賞：5回（遊撃手部門：1988年、1990年 - 1991年、1995年 - 1996年）
- 月間MVP：3回（1995年5月、1996年7月、1998年5月）
- 東京ドームMVP：1回（1994年）
- 札幌ドームMVP功労賞（2007年）
- パシフィック・リーグ特別表彰：3回（1993年〈努力賞〉、2000年〈会長特別賞（シドニー五輪出場）〉、2007年〈功労賞〉）
- 宮崎県県民栄誉賞（2007年）[92]

### 記録
初記録
- 初出場・初先発出場：1986年6月10日、対南海ホークス9回戦（後楽園球場）、9番・遊撃手で先発出場[93]
- 初安打・初打点・初本塁打：同上、5回裏に井上祐二から左越ソロ[93]
- 初盗塁：1987年6月5日、対西武ライオンズ10回戦（後楽園球場）、8回裏に二盗（投手：前田耕司、捕手：仲田秀司）

節目の記録
- 100本塁打：1994年8月31日、対オリックス・ブルーウェーブ24回戦（グリーンスタジアム神戸）、2回表に山沖之彦からソロ ※史上180人目
- 1000試合出場：1995年8月13日、対オリックス・ブルーウェーブ20回戦（福島県営あづま球場）、4番・指名打者で先発出場 ※史上326人目
- 1000安打：1996年5月14日、対西武ライオンズ6回戦（東京ドーム）、3回裏に小野和義から ※史上182人目
- 150本塁打：1996年9月28日、対オリックス・ブルーウェーブ25回戦（グリーンスタジアム神戸）、2回表に金田政彦から2ラン ※史上106人目
- 200本塁打：1999年5月14日、対千葉ロッテマリーンズ6回戦（千葉マリンスタジアム）、1回表に園川一美から左越2ラン ※史上70人目
- 1500試合出場：1999年8月15日、対西武ライオンズ22回戦（東京ドーム）、5番・遊撃手で先発出場 ※史上126人目
- 1500安打：2000年4月5日、対オリックス・ブルーウェーブ2回戦（東京ドーム） 、6回裏に水尾嘉孝から二塁打 ※史上79人目
- 300二塁打：2000年5月14日、対大阪近鉄バファローズ8回戦（東京ドーム）、 6回裏に高村祐から ※史上37人目
- 1000三振：2000年5月30日、対福岡ダイエーホークス10回戦（東京ドーム）、3回裏にブレイディー・ラジオから ※史上26人目
- 250本塁打：2001年9月4日、対オリックス・ブルーウェーブ27回戦（グリーンスタジアム神戸）、7回表に大久保勝信から左中間へ同点2ラン ※史上42人目
- 350二塁打：2002年7月31日、対西武ライオンズ22回戦（西武ドーム）、7回表に土肥義弘から ※史上23人目
- 3000塁打：2002年9月7日、対千葉ロッテマリーンズ21回戦（千葉マリンスタジアム）、2回表にネイサン・ミンチーから左前安打 ※史上36人目
- 2000試合出場：2004年6月30日、対千葉ロッテマリーンズ17回戦（札幌ドーム）、6番・指名打者で先発出場 ※史上35人目
- 1000打点：2005年8月27日、対福岡ソフトバンクホークス17回戦（札幌ドーム）、10回裏に馬原孝浩から中越サヨナラ適時打 ※史上25人目
- 2000安打：2007年5月17日、対東北楽天ゴールデンイーグルス12回戦（東京ドーム） 、4回裏に山村宏樹から右前安打 ※史上35人目

その他の記録
- 18歳5か月で本塁打：上記「初本塁打」の試合 ※ドラフト制度実施後の選手としては1966年の堀内恒夫（読売ジャイアンツ）と森安敏明（東映フライヤーズ）、1989年5月27日の谷繁元信（横浜大洋ホエールズ）と並び史上2位の年少記録[94][注 1]
- 339守備機会連続無失策：1995年6月7日 - 同年9月21日 ※パ・リーグ遊撃手の最高記録[93]
- 全打順本塁打：1997年8月12日、対千葉ロッテマリーンズ17回戦（宮城球場）、5番・遊撃手で先発出場、2回表に園川一美から本塁打 ※史上3人目（古屋英夫・松永浩美に続いて達成）[95]
- 4年連続全試合出場：1988年 - 1991年 ※史上5人目
- パ・リーグ通算35000号本塁打：1999年7月8日、対千葉ロッテマリーンズ14回戦（東京ドーム）、5回裏に武藤潤一郎から
- 33球場で本塁打：2007年5月5日、対オリックス・バファローズ8回戦（札幌ドーム）、8回裏に本柳和也から本塁打 ※金本知憲（33球場）と並び歴代2位タイ[注 2]
- オールスターゲーム出場：9回（1988年 - 1991年、1994年 - 1997年、1999年）

### 背番号
- 37（1986年 - 1990年）
- 6（1991年 - 2007年）
  - 当初は1990年に6番に変更する予定だったが、グッズ類が37番で発注された後だったため、1年延期となった。このため、片岡篤史が1992年オフに38番から8番に変更する際には、「もし背番号の変更を希望するなら早めに申し出てほしい」と球団フロントが打診している[96]。
- 72（2010年 - 2017年）